# Ostrołęka
Ostrołęka (magyarosan időnként: Osztrolenka) járási jogú város Lengyelországban, a mazóviai vajdaságban, a Narew folyó partján, egyúttal az ostrołękai járás központja is. Északkelet-Lengyelország fontos adminisztrációs központja. Dinamikusan fejlődő szolgáltató és energetikai, építőipari, papíripari és élelmiszeripari központ. A kurp nemzetiség népművészeti központja.

## Földrajzi helyzete
Ostrołęka Lengyelország északkeleti részén fekszik az észak-mazúriai síkságon a kurp rengeteg szélén, az ostrołękai járás közepén. A város területén három folyó folyik keresztül: a Narew, Omulew és a Czeczotka. A város neve: ostre łąki annyit jelent, hogy
zord mezők, vagyis olyan területek a folyó mentén, melyeket tavasszal elönti az árvíz.

## Története
Nowy Sukban a mai Ostrołęka közepén a piastok nagy földvárat építettek a 10. században, mely a 12. századig volt használatban. A 11. században fallal körített település volt vásárral a Narew bal partján az Omulew folyócska torkolatánál.
1373. május 12-én Ostrołęka chełmnoi típusú városjogokat kapott III. Siemowit mazóviai hercegtől. 1526-ban a várost a Mazóviai Hercegség részeként a lengyel koronához csatolták. A 14. század folyamán Bona Sforza királynő tulajdona. A királynő gondoskodása folytán a város kézműipara (posztókészítés, faipar) valamint fa- és gabonakereskedelme fejlődésnek indul. A lakosok száma ekkor mintegy 2000 fő.
1563-ban pestis és tűzvész pusztít, majd a svédek rombolták le. 1708-ban Ostrołęka környékén a krupok támadták meg a svédekkel becsalva őket a sűrű erdőbe (Kopański Most-i csata). A 17. században a kereskedelem virágzott.
1793-ban Ostrołękában állomásozott az 1. brigád tisztikara 10 nagy-lengyelországi lovasszázaddal Antoni Madaliński vezetése alatt. Miután megbizonyosodtak Lengyelország második felosztásáról, melynek következtében csökkenteni kellett a lengyel hadsereget, Madaliński csapatai élén Krakkó irányába indult el és ezzel alapot adott a Kościuszko-felkelés kirobbanásához.
Lengyelország harmadik felosztásakor, 1795-ben a város porosz fennhatóság alá került.
1807. február 16-án itt zajlott le egy csata a napóleoni francia és az orosz hadsereg között, mely a francia sereg győzelmével végződött. (Ezt a csatát a párizsi Arc de Triomphe is megörökíti.) Ugyanebben az évben, a Varsói Hercegség részeként Ostrołęka járási jogú város lett.
1815-ben a várost a Kongresszusi Lengyelországhoz csatolták. A város fejlődésnek indult, rendezési tervet dolgoztak ki, textilmanufaktúra létesült és kézműves negyed létesült a Narew jobb partján.
1831. május 26-án zajlott le a híres csata a Jan Zygmunt Skrzynecki vezette lengyel csapatok és az Ivan Ivanovics Gyibics-Zabalkanszkij által irányított orosz hadsereg között. A lengyel hadsereg teljes megsemmisülését Bem József őrnagy akadályozta meg, aki személyesen irányította a könnyűlovasság tüzérségét. A csata során teljesen lerombolták a város bal parti részét. Erről írta Petőfi Sándor „Az erdélyi hadsereg” című versében:
Mi ne győznénk? hisz Bem a vezérünk,
A szabadság régi bajnoka!
Bosszuálló fénnyel jár előttünk
Osztrolenka véres csillaga.
Az 1880-as évektől erős helyőrséget telepítettek a városba, erődítések és kaszárnyák épültek. A népesség elérte a 7965 főt, katonasággal 12 949-et. 1893-ban szárnyvonalat létesítettek, mely a várost a Varsó-Szentpétervár vonallal kötötte össze, Tłuszczcsal 1897-ben létesült vasúti összeköttetés.
1915-ben a front a város előtt húzódott, az épületek jelentős károkat szenvedtek. A visszavonuló orosz hadsereg felgyújtotta a várost. A népesség 5000 főre apadt, 80%-uk zsidó volt.
1918-ban Lengyelország visszanyerte függetlenségét, Ostrołęka a Białystoki vajdasághoz került és ehhez tartozott 1939-ig; ekkor, néhány hónappal a második világháború kitörése előtt a Varsói vajdasághoz csatolták.
1920. augusztus 7-én a várost a Vörös Hadsereg foglalta el, de augusztus 23-án már felszabadult. 1937-ben a népesség 13 650 főre nőtt.
A német megszállás alatt 1939-1945 között a városban kényszermunka-tábor működött. A háború alatt a város komoly károkat szenvedett.
1945-ben járási jogokat kapott a Varsói vajdaságban, 1951-ben hőerőmű építését kezdték, majd cellulóz- és papírgyár létesült, később az erőmű bővítése, mészművek, húsüzem, vasbetonelem-, valamint tejporgyár épült.
1975 és 1999 között a város vajdasági székhely lett. 1979-ben hatalmas árvíz pusztított.

## Testvérvárosok
- Balassagyarmat
- Alytus Litvánia
- Cafelandia Brazília
- Slavkov u Brna Csehország
- Maszti Fehéroroszország
- Meppen Németország
- Priluki Ukrajna

## Galéria

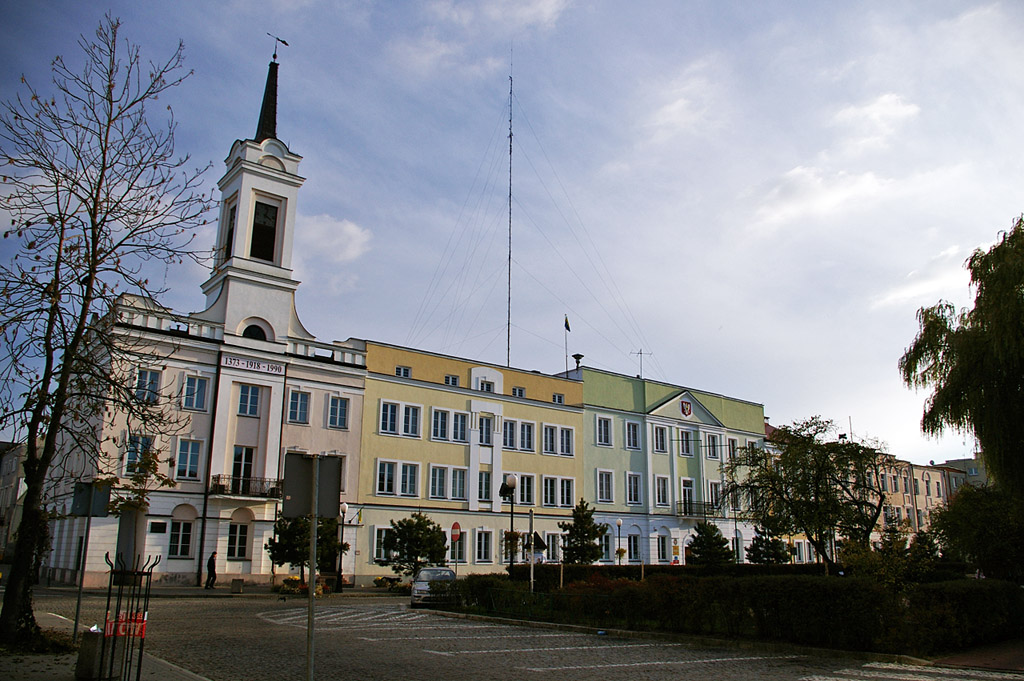
Városháza
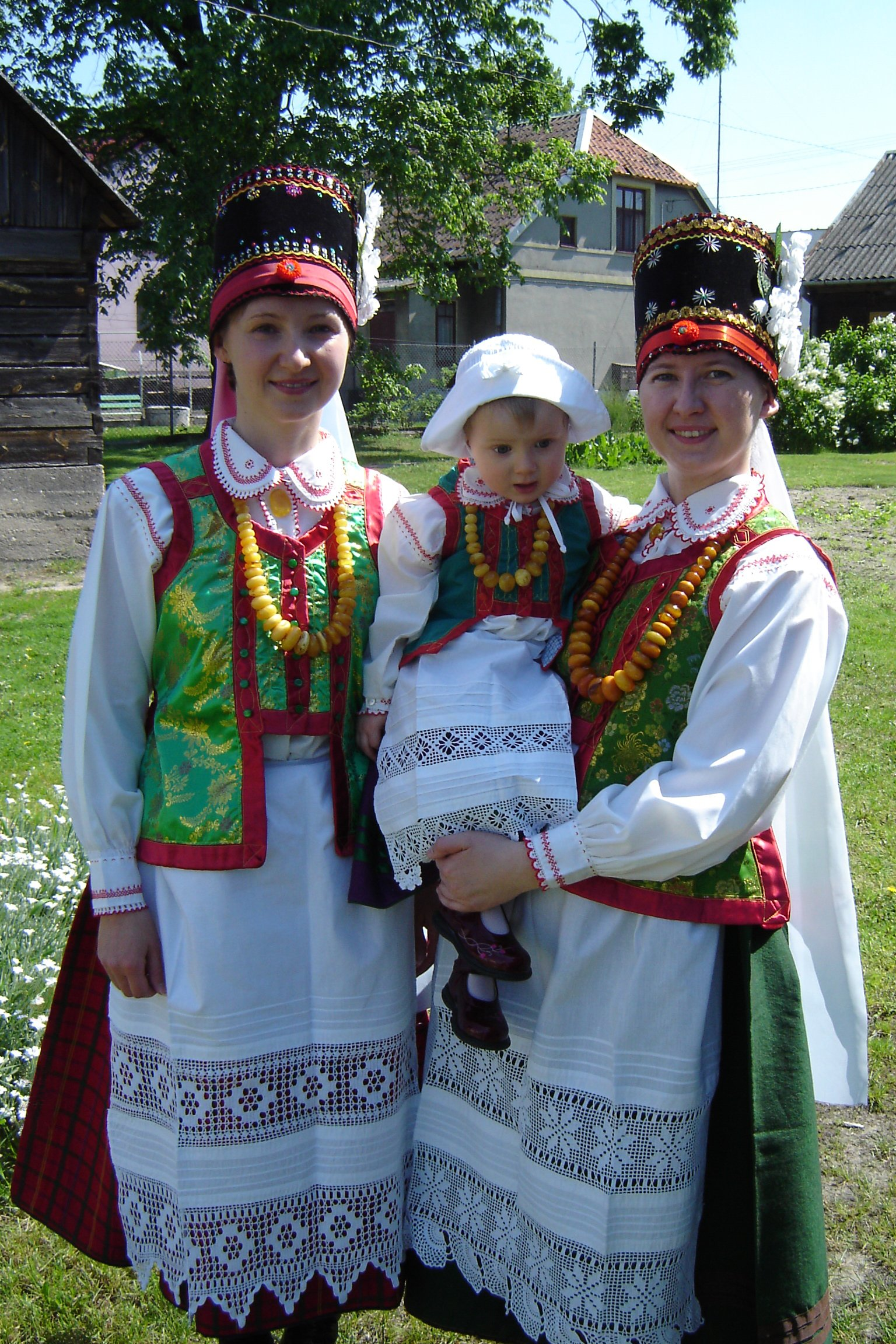
Kurp népviselet
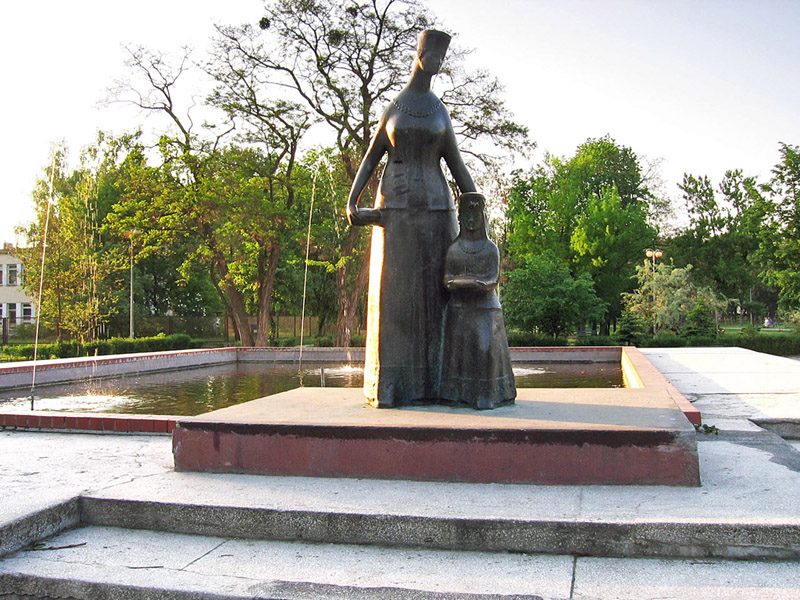
Kurp asszony és kislánya – Osztrołęka egyik szimbóluma
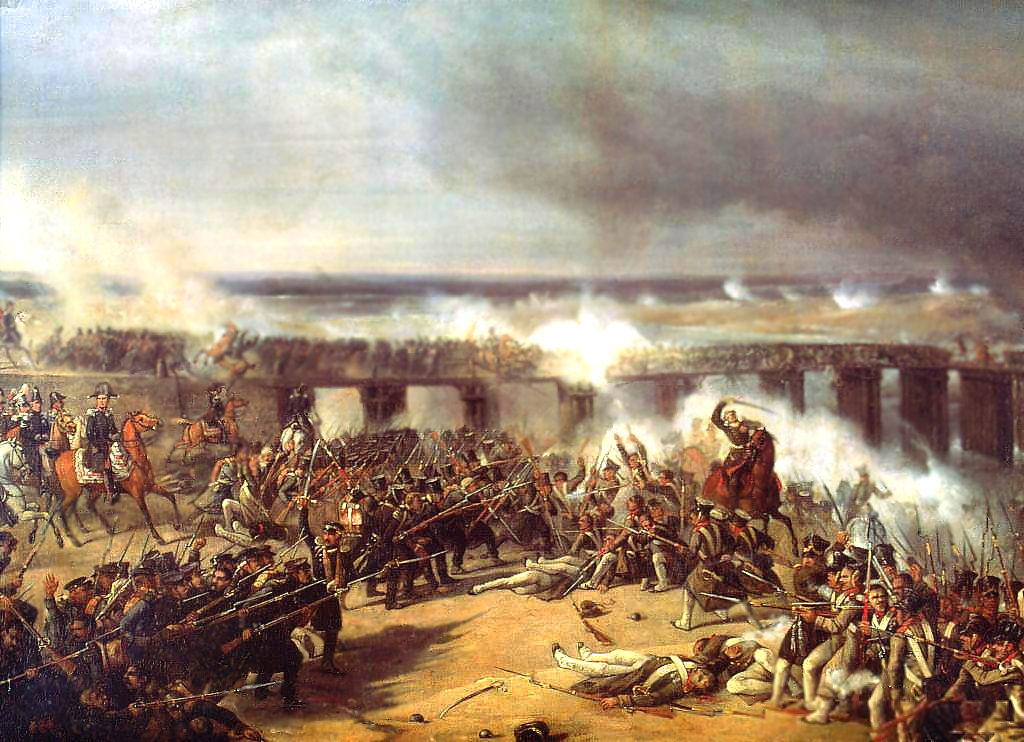
Karol Malinkiewicz: Az ostrołękai csata, 1831
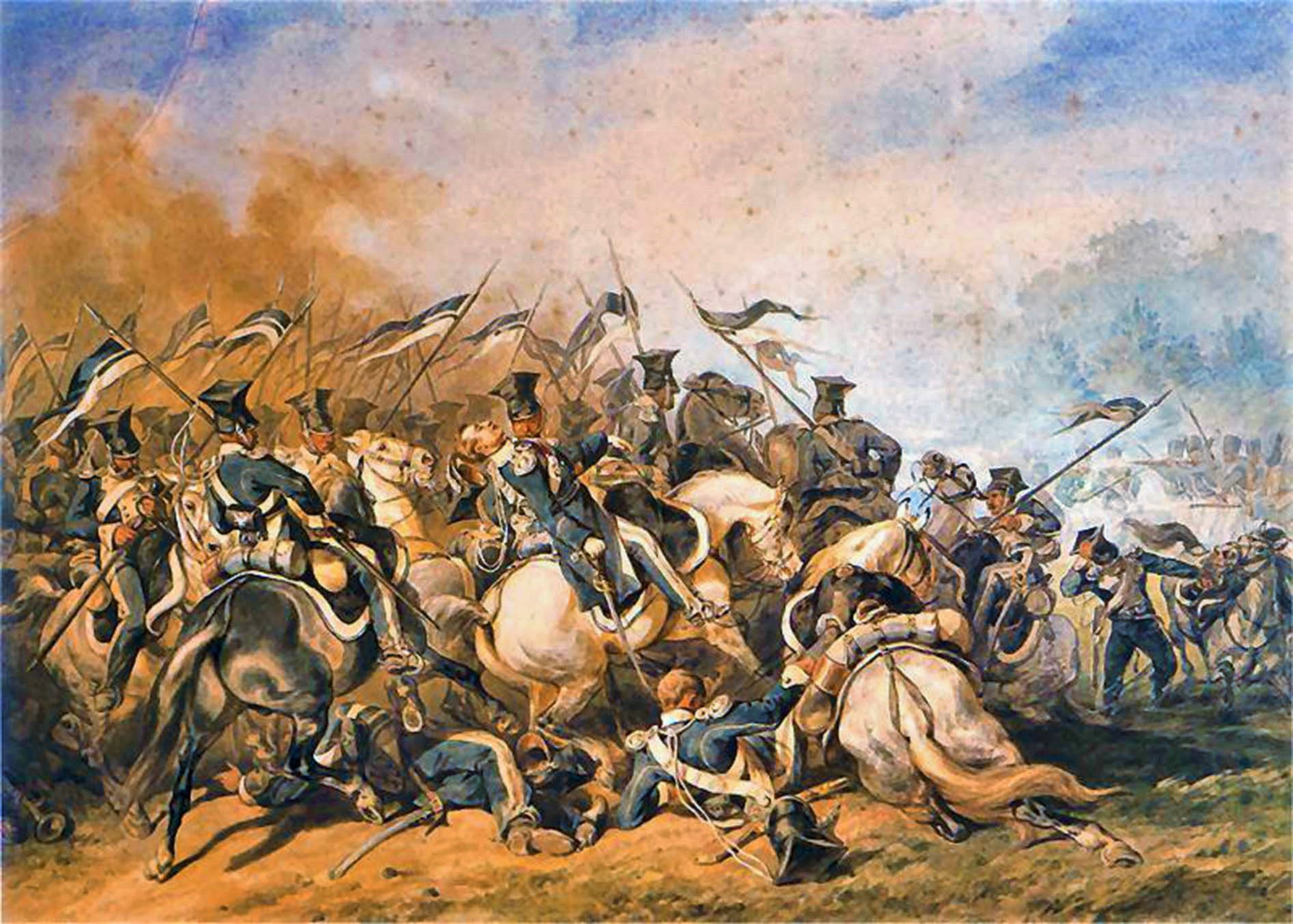
Juliusz Kossak: Az ostrołękai csata, 1831
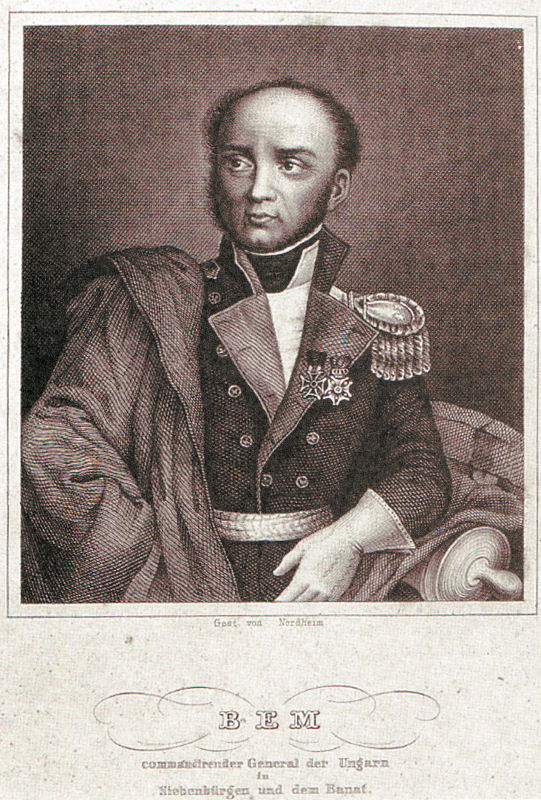
Bem József az ostrołękai csata hőse
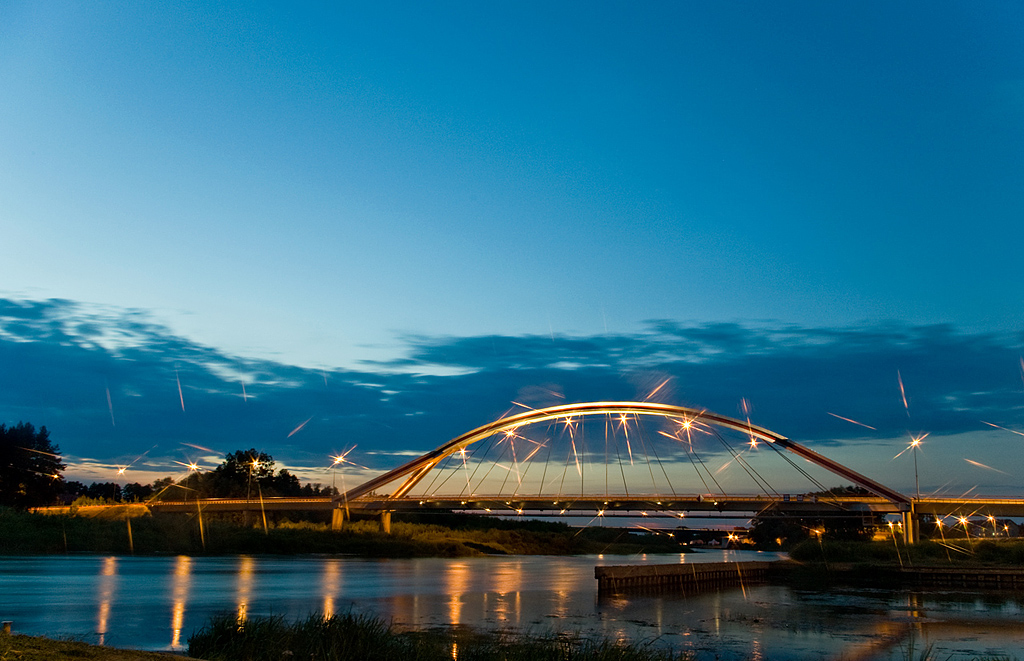
A Madalińskiego híd